# Amenidades Naturales de las Españas
Amenidades Naturales de las Españas (abreviado Amen. Nat. Españ.) es un libro ilustrado con descripciones botánicas que fue editado por el eminente botánico español Mariano Lagasca. Fue director del Real Jardín Botánico de Madrid. Se publicó en dos partes en 1811 - 1821.